# Mirka
Mirka je žensko osebno ime.

## Izvor imena
Ime Mirka je različica ženskega osebnega imena Mira oziroma Miroslava.

## Pogostost imena
Po podatkih Statističnega urada Republike Slovenije je bilo na dan 31. decembra 2007 v Sloveniji število ženskih oseb z imenom Mirka: 150.

## Osebni praznik
Osebe z imenom Mirka godujejo takrat kot osebe z imenom Mira.